# Song Haoyang
Song Haoyang (* 17. Juni 2002) ist ein chinesischer Leichtathlet, der sich auf den Stabhochsprung spezialisiert hat.

## Karriere
Erste internationale Erfahrungen sammelte Song Haoyang im Jahr 2019, als er bei den Jugendasienmeisterschaften in Hongkong ohne eine gültige Höhe blieb. 2024 gewann er dann bei den Hallenasienmeisterschaften in Teheran mit 5,60 m die Silbermedaille hinter seinem Landsmann Zhong Tao. 